# Genesis (ruimtesonde)
De Genesis is de eerste ruimtesonde die probeert zonnewind op te vangen. Tijdens zijn terugkomst naar de aarde op 8 september 2004 sloeg de capsule te pletter door een falen van de parachute.  Na verder onderzoek blijkt dat er toch enkele stalen gebruikt kunnen worden voor verder onderzoek.

## Operatie

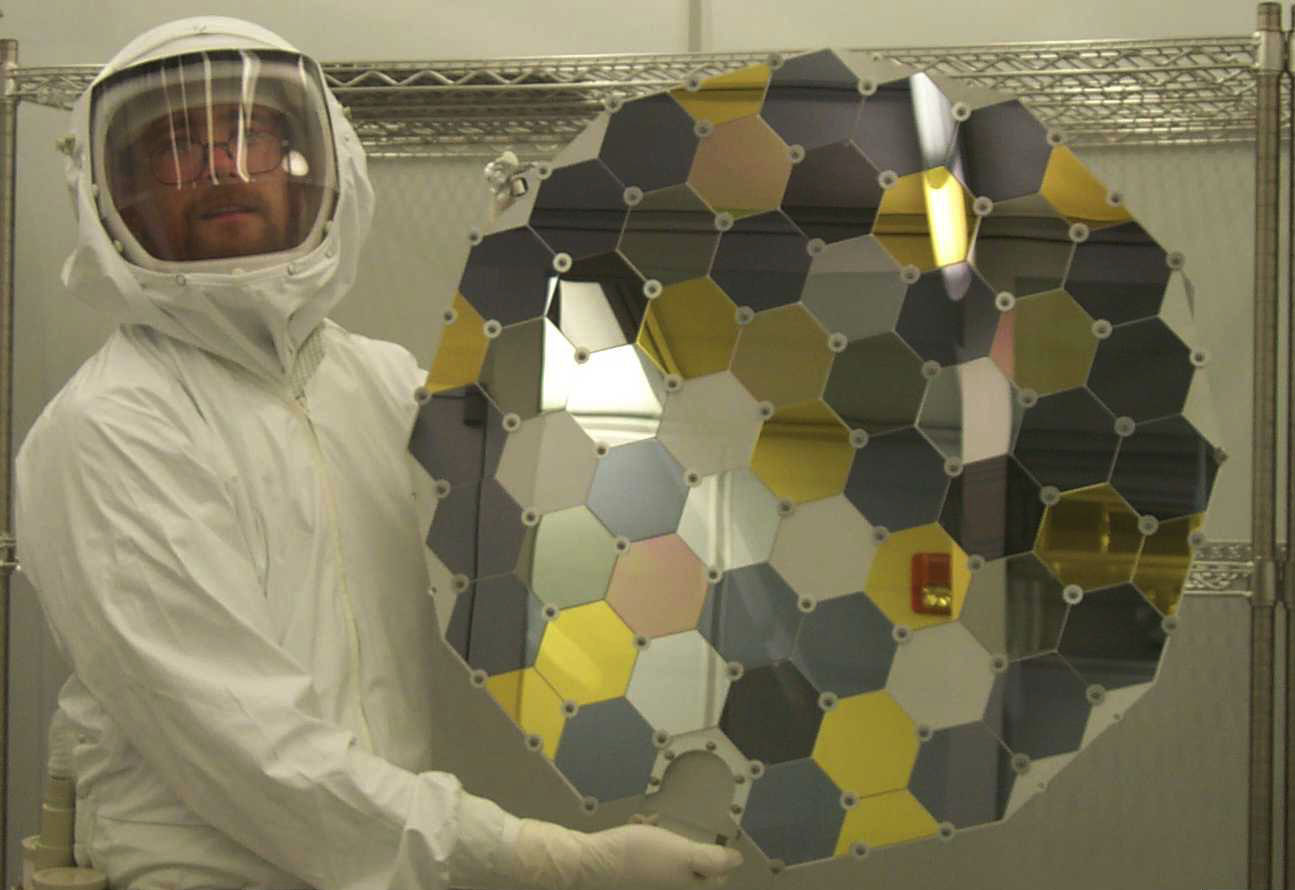
De collector van de Genesis-sonde

Genesis werd gelanceerd met een Delta II-7326 op 8 augustus 2001 vanaf Lanceercomplex 17A van het Cape Canaveral Air Force Station. Het ging naar het L1 Lagrangepunt tussen de aarde en de zon. Op deze plaats is geen invloed van het aardmagnetisch veld meer aanwezig, en kan de zonnewind opgevangen worden. Van december 2001 tot 1 april 2004 ving het atomen, ionen en hoog-energetische deeltjes van de zonnewind op. 
De Genesismissie zoekt een antwoord op de volgende vragen:
- Wat is de samenstelling van onze zon?
- Wat maakt de aarde anders dan andere planeten?
- Zijn de planeten van hetzelfde stof gemaakt als onze zon?

Er waren drie collectoren die elk een verschillend type zonnewind opvingen. Elke collector bestond uit een raster van silicium, goud, saffier en diamant.
Na collectie keerde de capsule terug naar de aarde, waarbij vooral de landing spectaculair zou zijn. De capsule zou het aardoppervlak bereiken en daarbij afgeremd worden met parachutes. Vervolgens zouden stuntpiloten in helikopters het pakketje met een lange haak uit de lucht vissen, zodat een harde landing voorkomen wordt.

## Achtergrond
Het inmiddels algemeen bekend geacht dat het zonnestelsel zo'n 4,6 miljard jaar geleden ontstaan is doordat de zwaartekracht de zonnenevel, een interstellaire wolk van gas, ijs en stof, samentrok. Naarmate de tijd vorderde zijn hieruit de zon, planeten en de rest van het zonnestelsel ontstaan.
Over hoe dit proces zich heeft voltrokken, bestaan vandaag de dag nog veel twijfels. Bijvoorbeeld is het nog allesbehalve duidelijk waarom een planeet als Venus een dikke, giftige atmosfeer ontwikkelde terwijl bijvoorbeeld de aarde een geschikte plaats werd voor het ontwikkelen van leven. Wetenschappers kunnen de vorming van het zonnestelsel proberen te modelleren, maar zij zitten met de grote vraag waar de zonnenevel oorspronkelijk uit bestond.
Het antwoord wordt gezocht in de zon. Alhoewel het inwendige van de zon erg gewijzigd zal zijn door nucleaire reacties, wordt vermoed dat het uitwendige nog redelijk in samenstelling overeen zal komen met de samenstelling van de oorspronkelijke zonnenevel.
Omdat het als ondoenlijk wordt beschouwd een monster te nemen uit de zon zelf, is het concept van de Genesismissie bedacht waarbij het materiaal dat de zon uitscheidt, de zonnewind, wordt verzameld.

## Crash

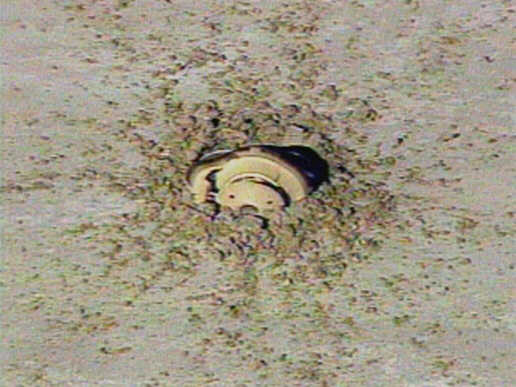

Op 8 september 2004 zou de capsule met monsters die de Genesismissie heeft verzameld terugkeren op aarde. Sinds het einde van het Project Apollo in 1972 zijn geen materialen meer teruggebracht naar de aarde. De landing was live via een webcast te volgen. Te zien was hoe de sonde, zonder de parachutes uitgegooid te hebben, naar beneden viel en te pletter stortte.
Uit de te pletter geslagen capsule zijn enkele collectorplaatjes ongeschonden geborgen. Het merendeel van de plaatjes is in scherven geborgen. Alhoewel vervuiling mee bleek te vallen bemoeilijkt deze het onderzoeken van de plaatjes sterk.

## Oorzaak
De meest verdachte oorzaak van de crash is een remkrachtsensor welke wrijvingsafremming die ontstaat bij het binnengaan van de dampkring diende te detecteren. Men heeft ontdekt dat deze verkeerd op een printplaat was gemonteerd.

## Ruimtevaartuig
Het ruimtevaartuig van de Genesismissie dat de capsule met monsters heeft afgeworpen is sinds 2 december 2004 in winterslaap. Het vaartuig bevindt zich sinds begin februari 2005 in een baan rond de zon.